# Baryscapus aenescens
Baryscapus aenescens är en stekelart som beskrevs av Askew 1997. Baryscapus aenescens ingår i släktet Baryscapus och familjen finglanssteklar.
Artens utbredningsområde är Spanien. Inga underarter finns listade.